# Zatrephes bicolorata
Zatrephes bicolorata är en fjärilsart som beskrevs av Druce 1906. Zatrephes bicolorata ingår i släktet Zatrephes och familjen björnspinnare. Inga underarter finns listade i Catalogue of Life.